# Lobelia anceps
Lobelia anceps är en klockväxtart som beskrevs av Carl von Linné d.y.. Lobelia anceps ingår i släktet lobelior, och familjen klockväxter. Inga underarter finns listade i Catalogue of Life.

## Bildgalleri

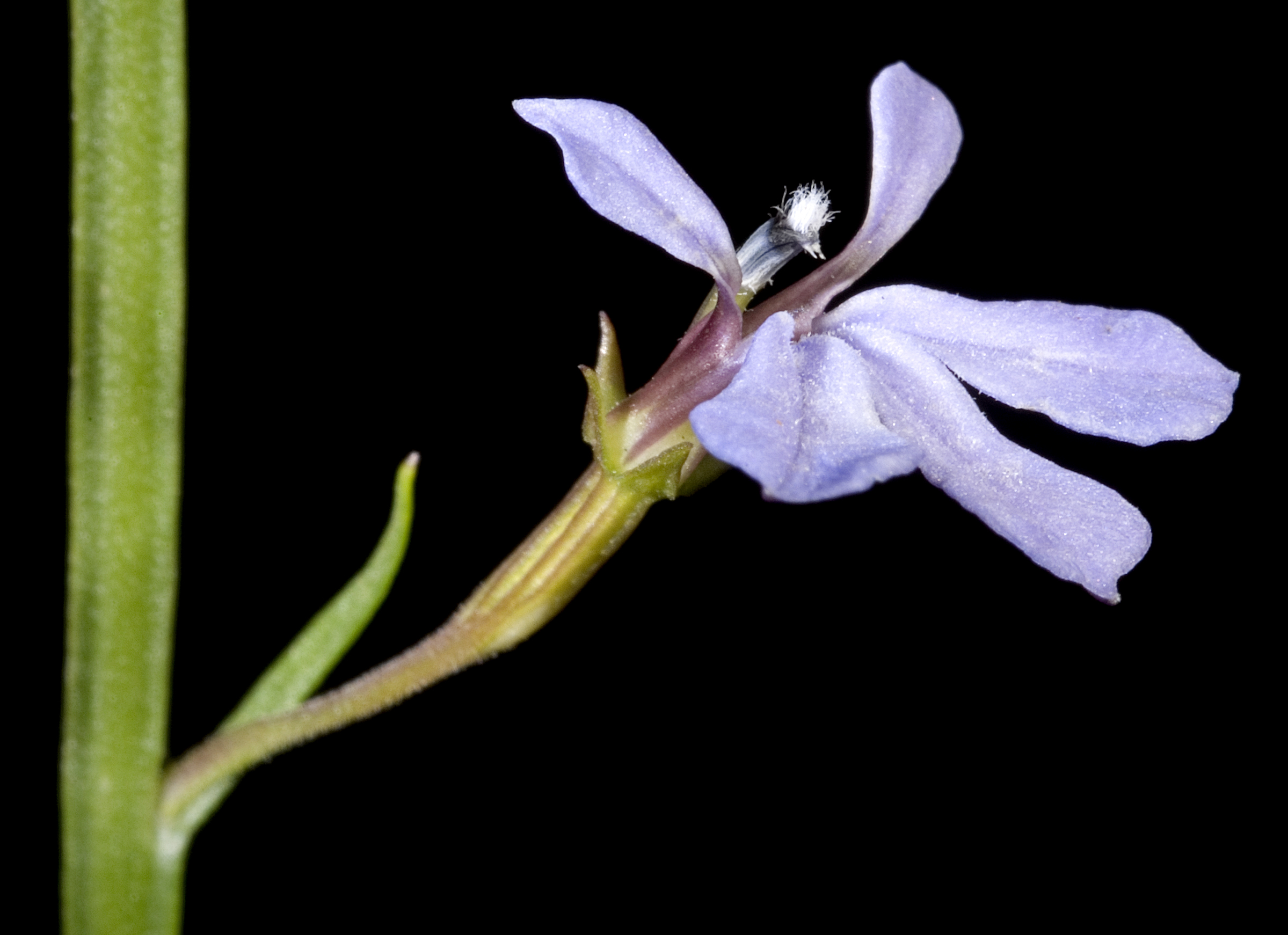
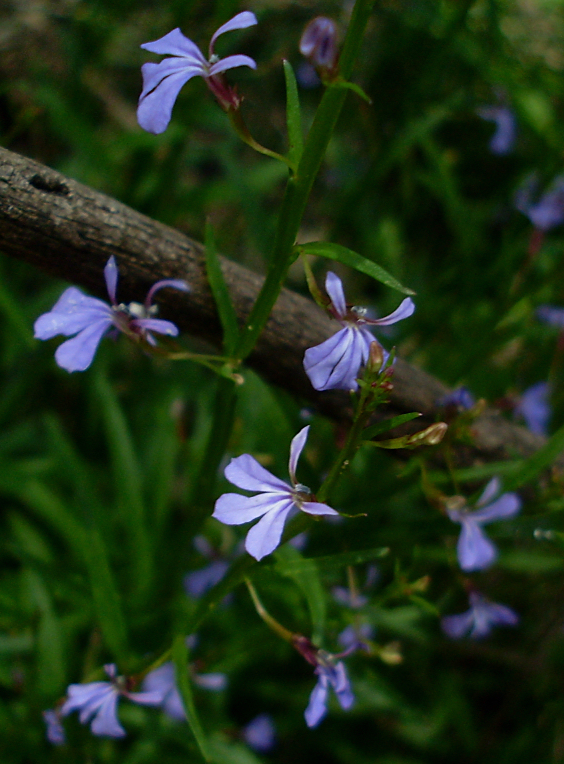
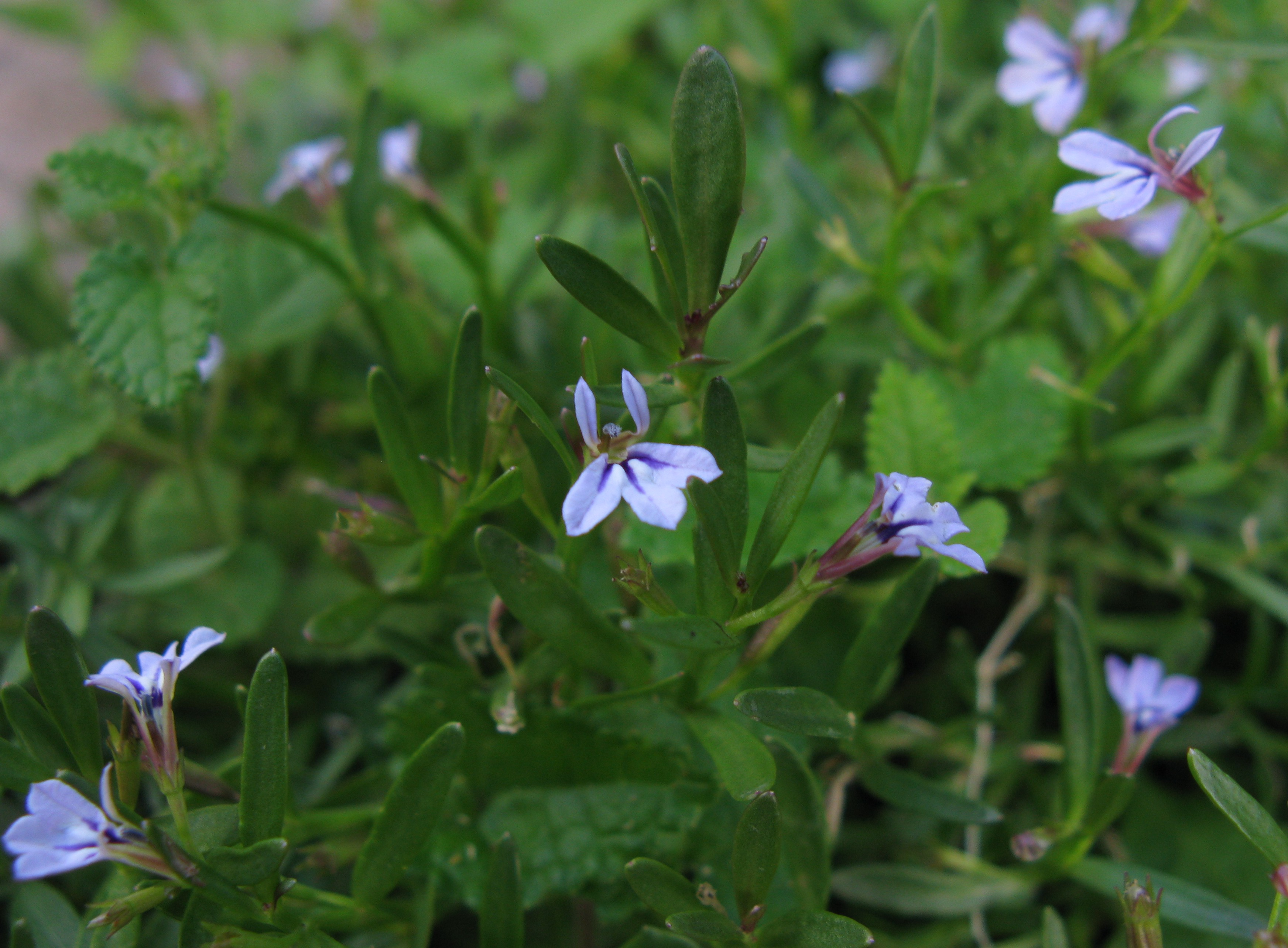